# Emrah Özmen
Emrah Özmen (* 13. November 1983 in Ankara) ist ein türkischer Eishockeyspieler, der seit 2021 beim Istanbul Büyükşehir SK in der Türkischen Superliga unter Vertrag steht.

## Karriere
Emrah Özmen begann seine Karriere als Eishockeyspieler beim Büyükşehir Belediyesi Ankara SK in seiner Geburtsstadt, für den er in der Saison 2000/01 sein Debüt in der Türkischen Superliga gab. Nachdem er 2002 mit seiner Mannschaft türkischer Meister geworden war, verließ er den Klub und wechselte zum Ligarivalen Polis Akademisi ve Koleji. Mit der Mannschaft der türkischen Polizei-Akademie konnte er 2004, 2005, 2006, 2008 und 2009 ebenfalls den Titel gewinnen. Er blieb dem Team bis dessen Auflösung 2011 treu und wechselte dann zum Başkent Yıldızları SK. Obwohl er mit dem Klub aus der türkischen Hauptstadt erneut den Landesmeistertitel erringen konnte, zog es ihn bereits nach einer Spielzeit weiter zum İzmir Büyükşehir Belediyesi SK. 2014 wechselte er zum Zeytinburnu Belediye SK, mit dem er 2015 und 2016 türkischer Meister wurde. Seit 2021 steht er beim Istanbul Büyükşehir SK auf dem Eis, mit dem er 2022 auf Anhieb türkischer Vizemeister wurde.

### International
Für die Türkei nahm Özmen im Juniorenbereich an der 2001 ausgetragenen Qualifikation zur Division III der U18-Weltmeisterschaft 2002 sowie an der U20-D-Weltmeisterschaft 1999 und der Division III der U20-Weltmeisterschaft 2003 teil. Zudem spielte er mit der türkischen Studentenauswahl bei der Winter-Universiade 2011 in Erzurum.
Mit der Herren-Nationalmannschaft spielte er bei der D-Weltmeisterschaft 2000, den Weltmeisterschaften der Division II 2002. 2005, 2010, 2013 und 2014 sowie bei den Weltmeisterschaften der Division III 2003, 2004, 2008, als er gemeinsam mit dem Griechen Dimitrios Kalyvas Topscorer des Turniers und hinter diesem auch zweitbester Torschütze war, 2009, als er gemeinsam mit dem Neuseeländer Brett Speirs zweitbester Torschütze hinter dem Luxemburger Benny Welter war, 2011, 2012, als er gemeinsam mit dem Luxemburger Robert Beran hinter dem Iren Gareth Roberts zweitbester Scorer war und die beste Plus/Minus-Bilanz des Turniers hatte, 2015, als er bester Vorlagengeber des Turniers war, 2016, als er gemeinsam mit dem Georgier Boris Kotschkin Torschützenkönig des Turniers wurde, 2018 und 2019. Dabei fungierte er von 2012 bis 2016 als Kapitän der türkischen Nationalmannschaft. 2011 und 2012 wurde er jeweils zum besten Spieler seiner Mannschaft gewählt.

## Erfolge und Auszeichnungen
- 2002 Türkischer Meister mit dem Büyükşehir Belediyesi Ankara SK
- 2004 Aufstieg in die Division II bei der Weltmeisterschaft der Division III
- 2004 Türkischer Meister mit Polis Akademisi ve Koleji
- 2005 Türkischer Meister mit Polis Akademisi ve Koleji
- 2006 Türkischer Meister mit Polis Akademisi ve Koleji
- 2008 Türkischer Meister mit Polis Akademisi ve Koleji
- 2008 Topscorer bei der Weltmeisterschaft der Division II
- 2009 Aufstieg in die Division II bei der Weltmeisterschaft der Division III
- 2009 Türkischer Meister mit Polis Akademisi ve Koleji
- 2012 Aufstieg in die Division II, Gruppe B, bei der Weltmeisterschaft der Division III
- 2012 Beste Plus/Minus-Bilanz bei der Weltmeisterschaft der Division III
- 2012 Türkischer Meister mit dem Başkent Yıldızları SK
- 2015 Türkischer Meister mit dem Zeytinburnu Belediye SK
- 2015 Bester Vorlagengeber der Weltmeisterschaft der Division III
- 2016 Türkischer Meister mit dem Zeytinburnu Belediye SK
- 2016 Aufstieg in die Division II, Gruppe B, bei der Weltmeisterschaft der Division III
- 2016 Torschützenkönig bei der Weltmeisterschaft der Division III